# アレクサンダー・フレイ (指揮者)
アレクサンダー・フレイ（Alexander Frey、1972年10月5日 - ）は、アメリカ合衆国の指揮者、オルガニスト、ピアニスト。

## 人物・来歴
ギリシャ系、およびスイス系アメリカ人の家系。アメリカの交響楽団の指揮者であるが、ピアニストとオルガンの名手として知られ、グスタフ・マーラーの交響曲全曲をオルガンで演奏している。マーラーの全交響曲を上演した最初のオルガン奏者として、この歴史的偉業は『The American Organist magazine』によって「20世紀のオルガン史上最も重要な出来事」の7つのうちのひとつとみなされた。音楽家としての幅が大変広くコンサートホールやオペラハウスのみならずブロードウェイ、ハリウッドなどでも成功を収めている。
2008年1月にはカイロラジオでのインタビュー中で「音楽は悲しみの川の中の平和な島だ」と表現した。
1996年から2002年まではアカデミア・フィラルモニカ・ロマーナの首席指揮者を務めたが、その間はイタリアの交響楽団では唯一のアメリカ人指揮者であった。